# هاني الفخراني
هاني الفخراني (مواليد 6 أبريل 1978) هو لاعب كرة يد معتزل مصري ومدرب حالياً. شارك كلاعب مع منتخب مصر في أولمبياد 2000، 2004 و2008.

## روابط خارجية
- هاني الفخراني على موقع أوليمبيديا (الإنجليزية)